# Paisaje protegido de Quezon
Paisaje protegido de Quezon es un área protegida en la República de las Filipinas, que abarca los municipios de Pagbilao, Padre Burgos y Atimonan en la provincia de Quezon. El parque está situado al norte de la sección más estrecha de Luzón de la provincia de Quezon, ubicada a unos 164 kilómetros (102 millas) al sureste de la ciudad capital de Manila.
El parque fue establecido como parque nacional el 25 de octubre de 1934 con la Proclamación no. 740. El parque abarcaba una superficie total de 535,08 hectáreas (1322.2 acres) y fue llamado Parque nacional de Quezon. 
El parque fue restablecido como el Paisaje Protegido de Quezon el 2 de junio de 2003 con la Proclamación N º 394, con una superficie  de 938 hectáreas (2320 acres).